# Роберт II (граф Оверни)
Роберт II (фр. Robert II; ок. 1035 — не ранее 1095) — граф Оверни (не позднее 1064 — не ранее 1095), граф Руэрга и Жеводана по праву жены в 1053—1065 годах. Второй сын графа Оверни и Клермона Гильома V и его жены Филиппы Жеводанской.

## Биография
Роберт II впервые упоминается вместе с отцом в документах о пожертвованиях аббатству Шарру, датированных 1047 годом, а с титулом графа Оверни — начиная с 1064 года.
Около 1051 года он женился на Берте (умерла около 1065), наследнице, а затем графине Руэрга и Жеводана, дочери Гуго I. Роберт во многих документах 1058—1065 годов назван графом Руэрга и Жеводана.
Детей в этом браке не было, и когда около 1065 года Берта умерла, тулузский граф Гильом IV присоединил Руэрг и Жеводан к своим владениям по праву сюзерена.
В 1068 году Роберт II женился на Юдит де Мельгей, дочери графа Гильома де Мельгей и его жены Беатрисы Гиеньской. В этом браке у него родились двое детей.
Последний раз Роберт II упоминается в документе, датированном 1095 годом. В Оверни ему наследовал сын Гильом VI.